# World ORT
La World ORT, acrónimo de la romanización rusa de Obshchestvo Remeslennogo zemledelcheskogo Truda (Общество Ремесленного земледельческого Труда en caracteres cirílicos), que en español significa Sociedad del trabajo agrícola y artesanal, es una organización no gubernamental internacional de carácter educativo. Actualmente realiza actividades en más de 58 países, pero a lo largo de su historia ha estado presente en más de 100. Fue fundada en 1880 en el Imperio ruso, actual Federación Rusa, y su actividad se enmarca principalmente, pero no exclusivamente, en la comunidad judía.

## Historia

Área delimitada para el desarrollo judío en la Rusia Imperial.

A finales del siglo XVIII, un gran número de judíos askenazíes provenientes de Polonia fueron derivados a la zona oeste de la Rusia Imperial, lo que causó un importante crecimiento de la población judía en Rusia. En 1794 una reglamentación delimitó el área donde podían vivir los judíos en Rusia. Estos cambios trajeron importantes limitaciones a dicho pueblo, como de opciones laborales, gracias a los cuales el empobrecimiento de la zona fue muy grande. Bajo el reinado de Alejandro II de Rusia (1855-1881) se implementaron grandes cambios, los cuales tenían incidencia directa sobre el pueblo judío ruso. Estos cambios beneficiaban a un grupo muy limitado de judíos, mientras que tenían el efecto contrario sobre el resto. El cambio del sistema feudal al capitalista no permitió la incorporación judía al trabajo manual, ya que estos no habían tenido la preparación adecuada para realizar dichos trabajos.
Finalmente el zar accedió a la creación de una organización judía para la educación y entrenamiento de los mismos y su posterior inserción laboral. El 22 de agosto de 1880 fue fundada en San Petersburgo la Sociedad del trabajo agrícola y artesanal, que luego sería conocida por sus siglas derivadas de la romanización rusa Obshchestvo Remeslennogo zemledelcheskogo Truda, ORT. Este permiso solo constaba de la autorización por parte de dicha comunidad a recolectar dinero para esta nueva organización. Apenas 18 días después, se enviaron cartas a 10 000 judíos repartidos por la Rusia Imperial. Estas cartas invitaban a colaborar con la nueva organización, para mejorar el nivel de vida del pueblo judío por medio de la educación y el entrenamiento laboral. La invitación fue exitosa, y se lograron recolectar 204.000 rublos que serían utilizados para la creación de las primeras escuelas de la ORT.
Durante los siguientes 25 años, la ORT alcanzaría el millón de rublos, con los cuales se brindaría entrenamiento a 25.000 judíos ubicados en 350 pueblos del Imperio Ruso. En 1921 se establecería la World ORT Union en una conferencia de líderes en Berlín. En 1938 la ORT sería suspendida por el dictador Stalin en toda la Unión Soviética. En 1945, con la finalización de la Segunda Guerra Mundial, ORT retomaría sus actividades a pleno, que nuevamente se verían interrumpidas debido a la Cortina de Hierro, que no permitiría el desarrollo en el Bloque del Este a partir de 1949. Recién tras la disolución de la URSS en 1991, ORT comenzó a expandirse a otros rincones del mundo: en 1922 ya había llegado a los Estados Unidos, en 1950 llegaría a Italia, Argelia, Marruecos, Túnez e Irán, en los años 1960 Francia y en los años 1970 a Argentina, Brasil y Uruguay. Tras 52 años de ausencia en el este, ORT vuelve a Rusia, y en 1995 reabrió sus puertas en Moscú y San Petersburgo.

## Actualidad

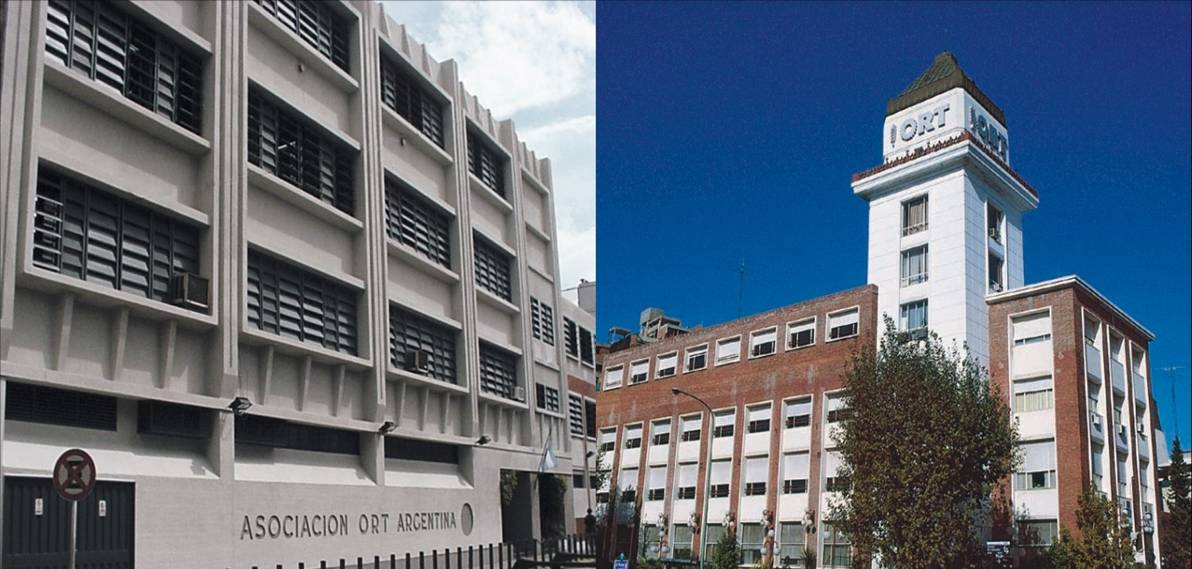
Edificio de la ORT

Actualmente ORT trabaja en alrededor de 60 países en todo el mundo, dando educación a aproximadamente 300.000 estudiantes. Israel es el mayor centro de ORT en el mundo. Con 108.000 estudiantes en 162 escuelas, ORT Israel aporta el 20% de la mano de obra tecnológica del país. ORT también está presente en los estados de la CEI y los Países Bálticos. Más de 27 000 estudiantes en 53 escuelas ubicadas en Bielorrusia, Kirguistán, Letonia, Lituania, Moldavia, Rusia y Ucrania componen ORT en esta zona. En Europa Oriental existen oficinas en Bulgaria, Hungría y República Checa, mientras que en la parte Occidental, Francia, Italia, Reino Unido y Suiza. En América se encuentra presente en Canadá y Estados Unidos, Argentina, Bolivia, Brasil, Chile, Cuba, México, Uruguay y Venezuela. Sudáfrica por el África y la India por Asia, completan los países con oficinas de la ORT presentes. Además, ORT brinda ayuda humanitaria a los siguientes países en la actualidad: Bosnia y Herzegovina, Chad, Gambia, Malí, Montenegro, Namibia, Senegal y Sri Lanka.